# دوغ ديفور
دوغ ديفور (بالإنجليزية: Doug DeVore)‏ هو لاعب كرة قاعدة أمريكي، ولد في 14 ديسمبر 1977 في كولومبوس في الولايات المتحدة.

## وصلات خارجية
- دوغ ديفور على موقع دوري كرة القاعدة الرئيسي (الإنجليزية)
- دوغ ديفور على موقعبيزبول رفرنس.كوم (الدوري الرئيسي) (الإنجليزية)
- دوغ ديفور على موقعبيزبول رفرنس.كوم (الدوري الثانوي) (الإنجليزية)
- دوغ ديفور على موقع مشجعي الرسوم البيانية (الإنجليزية)